# Людвін (Люблінське воєводство)
Людвін (пол. Ludwin) — село в Польщі, у гміні Людвін Ленчинського повіту Люблінського воєводства. Населення — 359 осіб (2011).

## Історія
За даними етнографічної експедиції 1869—1870 років під керівництвом Павла Чубинського, у селі проживали лише греко-католики, які розмовляли українською мовою.
Станом на 1921 рік село Людвін належало до гміни Людвін Любартівського повіту Люблинського воєводства міжвоєнної Польщі.
За офіційним переписом населення Польщі 10 вересня 1921 року в селі Людвін налічувалося 38 будинків та 230 мешканців (110 чоловіків та 120 жінок), з них 107 православних, 119 римо-католиків, 4 юдеї. Попри наявність православних і юдеїв, усі 230 мешканців села в переписі зазначені поляками. У сусідній однойменній колонії тоді було 33 доми і 235 жителів (124 чоловіки та 111 жінок), з них 233 римо-католики і 2 православні.

## Населення
Демографічна структура станом на 31 березня 2011 року:
|          | Загалом | Допрацездатний вік | Працездатний вік | Постпрацездатний вік |
| -------- | ------- | ------------------ | ---------------- | -------------------- |
| Чоловіки | 181     | 37                 | 131              | 13                   |
| Жінки    | 178     | 31                 | 106              | 41                   |
| Разом    | 359     | 68                 | 237              | 54                   |